# Северна Македонија на Светском првенству у атлетици на отвореном 2022.
Македонија је учествовала на 18. Светском првенству у атлетици на отвореном 2022. одржаном у Јуџину  од 15. до 25. јула четрнаести пут. Репрезентацију Македоније представљала је 1 атлетичарка која се такмичила у маратону ,.
На овом првенству такмичарка Македонија није освојила ниједну медаљу, нити је остварила неки резултат.

## Учесници
Жене:
- Адријана Поп Арсова — Маратон

## Резултати

### Жене
| Атлетичарка         | Дисциплина | Лични рекорд | Квалификације | Квалификације | Полуфинале | Полуфинале | Финале   | Финале       | Детаљи |
| Атлетичарка         | Дисциплина | Лични рекорд | Резултат      | Место         | Резултат   | Место      | Резултат | Место        | Детаљи |
| ------------------- | ---------- | ------------ | ------------- | ------------- | ---------- | ---------- | -------- | ------------ | ------ |
| Адријана Поп Арсова | Маратон    | 2:35:29      |               |               |            |            | 2:41:20  | 28 / 32 (41) |        |